# Tsubouchi Shōyō
Tsubouchi Shōyō 坪内逍遥, 22 de mayo de 1859 - 28 de febrero de 1935) fue un escritor japonés, crítico, dramaturgo, traductor, editor y profesor de la Universidad de Waseda.

## Biografía

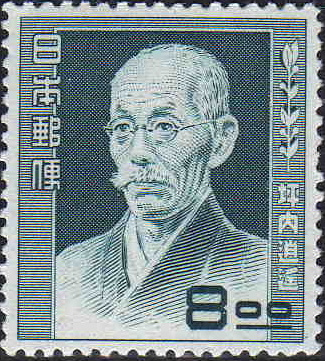
Primer sello postal de la serie de persona de la cultura

### Infancia y educación
Nace en Minokamo, de la Prefectura de Gifu, el 22 de mayo de 1859.
Su padre fue un samurái al servicio del clan Tokugawa. Después del fin del shogunato Tokugawa y el inicio del nuevo gobierno conducido por el emperador Meiji Tennō, el Japón atraviesa notables cambios políticos y sociales. En el ámbito cultural el interés pasa del modelo clásico de origen chino a uno prevalentemente orientado hacia la cultura occidental. Sin embargo, el padre de Shōyō decide dar a su hijo una educación de carácter clásico, acercándolo a la lectura de los textos en chino clásico. A partir de la edad de once años, bajo la influencia de su madre, Shōyō se interesó en leer libros tomados de las bibliotecas, especialmente los kusazōshi, bloques de madera en los que se imprimían varios tipos de literatura popular. También comienza a familiarizarse con la poesía, particularmente el haiku de Kyokutei Bakin, y el teatro.
Debido al advenimiento de la restauración Meiji que condujo al fin del aislamiento de Japón, al momento del traslado de su familia a Nagoya, Shōyō decide dedicarse al aprendizaje de los estudios occidentales.

### Periodo de estudios
Se gradúa en el instituto lingüístico de Nagoya, en la prefectura de Aichi, donde estudia la lengua inglesa y aprende nociones de ciencias, literatura e historia occidental.
En el 1876 se traslada a Tōkyō, donde empieza a estudiar ciencias políticas en la universidad, siguiendo los deseos de su padre y de su hermano, pero su mayor interés era la literatura y el teatro. Muchos de los contemporáneos de Shōyō se vuelven funcionarios públicos y la mayor parte de ellos entran a formar parte de la élite política del país. Incluso Shōyō, por un breve periodo, se involucra en el vórtice de la actividad política. Pero confirmando su escasa propensión a dedicarse completamente a esta actividad, decide no afrontar temas políticos en sus textos. En la universidad elige profundizar en la literatura occidental, especialmente en la poesía y el teatro y se interesa por los textos de Walter Scott y William Shakespeare. Sus primeras traducciones se refieren a las obras de este último: del Mercader de Venecia a Hamlet, de Romeo y Julieta a Otelo. Además de Shakespeare, también tradujo varias otras obras del inglés al japonés, entre ellas, La novia de Lammermoor, de Sir Walter Scott; y Rienzi, la última de las tribunas romanas, de Bulwer-Lytton.
En el tiempo en el cual Shōyō asiste la universidad y se gradúa, Japón atraviesa por un periodo de renovación política, económica, social y cultural. Shōyō no se aferra a discusiones sobre las reformas políticas del país; su interés estaba dirigido a la reforma literaria,  dividida en cuatro sectores: la novela, el teatro, la poesía y la crítica. Él propone un modelo de reforma en gran parte del modelo occidental, reconociendo la necesidad de armonizarlo con la historia y la cultura japonesa.

### Años de producción literaria y teatral
En el año 1885 Shōyō pública Shōsetsu Shinzui  (小説神髄, La esencia de la novela), en la cual expone su teoría de reforma de la novela, que se aplica concretamente en la obra Tōsei Shosei Katagi (当世t書生気質, retratos de los estudiantes de hoy) publicada ese mismo año.
Al siguiente año Shōyō se casa con Ukai Senko, con la cual adopta, por no poder tener hijos, el hijo de uno de sus hermanos mayores. Shikō seguirá las huellas de su padre adoptivo, se convertirá en director de teatro y será llamado para dar clases sobre Shakespeare en la Universidad de Waseda.
En 1887 Shōyō pone su atención en el teatro, en el momento en el que la occidentalización de Japón alcanzaba su nivel más alto. Para darle nueva vida a esta forma de arte, él sostiene la necesidad de unir la tradición japonesa y la modernidad occidental, como lo había teorizado con la novela. Su obra Kabuki Kiri Hitoha (Una hoja de paulonia) estuvo influenciada por sus estudios tanto del famoso dramaturgo de Kabuki como de teatro de marionetas Chikamatsu Monzaemon y por William Shakespeare. La obra, a su vez, influyó en el moderno teatro Kabuki. También hizo una traducción completa de las obras de Shakespeare, escritas en el lenguaje antiguo de Kabuki. Su obra moderna, Shinkyoku Urashima, que incorpora danza y música tradicionales, tuvo éxito crítico y popular. La obra es el relato de un cuento popular japonés parecido al Rip van Winkle, protagonizado por Urashima Tarō. Sin embargo, en este caso, la preponderancia de los elementos tradicionales del teatro de esa época lo obliga a abandonar su plan. Mientras se decidía por su proyecto de innovación en el ámbito teatral, Shōyō fue llamado por la Universidad de Waseda para dar clases y dirigir el departamento de literatura que recientemente se había creado. Paralelamente se dedicaba a la publicación de una revista literaria, a través de la cual quiso animar a sus estudiantes a que se interesaran por el arte, la literatura y el teatro. La revista, llamada Waseda bungaku, se publica de 1891 a 1898.
Entre 1890 y 1892, Shōyō será protagonista de un largo debate literario con Moros Ōgai, para la época considerado el principal crítico literario de la nación. La discusión es llamada Botsurisō Ronsō (没理想論争, debate sobre ideales sumergidos), y compara el realismo y la estética idealista, dos grandes corrientes del mundo literario de su época.

### Últimos años

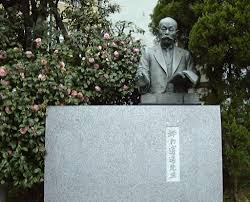
Busto de Tsubouchi Shōyō en el museo del teatro en memoria a Tsubouchi

El éxito de Tsubouchi Shōyō en el campo de la educación literaria, lo tuvo en la Universidad de Waseda, mostrando inclusive respeto por el público no literario. Otro de sus logros fue como profesor de ética.
En 1925 se enfermó gravemente, pero continuó con su actividad. Los años siguientes Tsubouchi se dedica a la publicación de algunos de sus escritos inéditos, la fundación de un museo de teatro en Japón y la finalización del trabajo de traducción de las obras de Shakespeare. En 1928, el museo del teatro de la Universidad Waseda en Shinjuku fue inaugurado oficialmente, completando el sueño de Tsubouchi de construir un museo dedicado a las artes teatrales. En el Museo del Teatro en Memoria a Tsubouchi en la Universidad de Waseda (Waseda Daigaku Engeki Hakubutsukan) hay un busto del fundador y una gran colección de sus obras, incluida una traducción de 40 volúmenes de las obras de Shakespeare que Tsubouchi completó el mismo año de la fundación de la institución.
Sufrió un catarro bronquial a causa de un resfriado común y muere en Atami el 28 de febrero de 1935,  a la edad de 77 años.

## Shōsetsu Shinzui
El debut crítico de Tsubouchi Shōyō tiene lugar con su trabajo Shōsetsu Shinzui (小説神髄, La esencia de la novela), publicado entre 1885 y 1886, después de algunas publicaciones parciales. El inicio de la novela japonesa se hace tradicional por coincidir con la publicación de este trabajo, que introduce teorías occidentales sobre la ficción en Japón y propone el nacimiento de una nueva forma literaria. El tipo de prosa narrativa que propone Tsubouchi es la novela moderna, en oposición a la "narrativa didáctica", más comúnmente conocida como yomihon. Típicamente, una yomihon narra las aventuras de personajes masculinos idealizados, que actúan como modelos de virtudes confucianas, como las de la rectitud y la lealtad. Tsubouchi afirma que los personajes más susceptibles a las "emociones humanas" son más adecuados para la novela moderna y rechaza la participación de personajes imaginarios idealizados.
En el prefacio afirma que el uso de modelos narrativos relacionados con la tradición del pasado puede llevar a la creación de personajes estereotipados, con una caracterización deficiente. Su atención se centra principalmente en los intérpretes contemporáneos de la prosa (gesaku) del periodo Edo, criticando a los imitadores de Kyokutei Bakin. Según Shōyō, los personajes presentados por este último eran demasiado simples y estandarizados y, en consecuencia, inadecuados para el gusto moderno.
En la primera parte del texto, Shōyō expone su "teoría general de la novela" (Shōsetsu sōron) en la que rechaza el propósito didáctico de este medio de expresión. De acuerdo con lo que se define en los "puntos principales de la novela" (Shōsetsu no shugan), debe tener como objeto, ante todo, los sentimientos humanos y, posteriormente, las situaciones y costumbres de la sociedad.
En la segunda parte del texto, además de una discusión que explica las reglas de la novela, Shōyō examina la importancia del estilo de escritura (buntai ron). Existen tres estilos propuestos por la tradición japonesa: el estilo elegante (gabuntai), el estilo vulgar (zokubuntai) y la combinación entre el estilo elegante y el estilo vulgar (gazokusecchutai). Según el autor, la mezcla entre el lenguaje actual utilizado en los diálogos y el uso literario y elegante de las partes narrativas, habría facilitado la comprensión de los sentimientos de los personajes, sus vidas y usos sociales.
La novedad que se origina en el contacto con la literatura europea, es que para el momento de la redacción de Shōsetsu Shinzui de Tsubouchi esa literatura se conocía sólo superficialmente, y en Japón está representada por la introducción del concepto de la novela como un medio para la investigación del alma humana basada en la introspección psicológica. Para Shōyō, la novela representa una obra al límite entre la ficción y la realidad, enriquecida con personajes ficticios, que a veces pueden reflejar al lector. En su opinión, el propósito principal del novelista es describir ninjō, un término que se refiere a siete emociones humanas principales: alegría, ira, dolor, miedo, amor, odio y deseo.
En Japón, Shōsetsu Shinzui se considera el punto de partida para la teorización de la novela como un género literario de excelencia.

## Tōsei shosei katagi
Tōsei shosei katagi (当世書生気質, Retratos de los estudiantes de hoy), publicado en 1885, cuenta una historia de amor entre adolescentes y describe en detalle la vida estudiantil de la época. Las conversaciones entre los estudiantes se enriquecen con una serie de palabras en inglés que reflejan de manera interesante la fase de occidentalización que Japón vivió en ese período. El texto pretende resaltar el concepto de amor masculino y femenino, a través de referencias continuas en temas relacionados con el deseo sexual, y se inclina a poner en práctica los principios expuestos en Shōsetsu Shinzui.[cita requerida]
Tras su publicación, el texto recibió numerosas críticas. En su revisión de 1886, Takao Sanae, profesor y colega de Shōyō de la Universidad de Waseda, argumentó que la novela fue escrita por un sujeto que pertenece a una civilización llamada "de segundo nivel", y que no se ajustaba a las obras producidas en occidente. El juicio de Takada ha permanecido indiscutible por mucho tiempo. Los críticos y los estudiosos modernos continúan considerando a Tōsei shosei katagi como un experimento literario fallido. En particular, su enfoque del desarrollo del carácter, analizado sólo al final, puede considerarse problemático. Incluso el lenguaje utilizado se considera inconsistente con la tradición literaria del período Meiji: el uso del lenguaje coloquial, que es una de las características distintivas de la novela japonesa moderna, es sustituido por Tsubouchi, en diferentes secciones de la narrativa, por la combinación de distintos estilos literarios. Por ejemplo, la mayoría de los capítulos están compuestos de un estilo que combina elementos del lenguaje coloquial con otros más literarios, y comienza con una introducción en la que un narrador propone guiar la lectura correcta de esa mezcla de estilos.

## Obras
Ensayos
- 1885. Shōsetsu Shinzui (小説神髄, La esencia de la novela)

Novelas
- 1885.  Tōsei Shosei Katagi (当世書生気質, Retratos de los estudiantes de hoy)Tōsei Shosei Katagi

- 1889. Saikun (細君, La esposa)

Teatro Kabuki
- 1894. Kiri Hitoha

- 1896. Maki no Kata

- 1897. Hototogisu Kojō no Rakugetsu

Teatro moderno
- 1904. Shinkyoku Urashima

- 1916. En no Gyōja

Traducciones
- 1906. El Mercander de Venecia de William Shakespeare

- 1909. Hamlet de William Shakespeare

- 1910. Romeo y Julieta de William Shakespeare

- 1911. Otelo de William Shakespeare

## Otros proyectos
- Wikimedia Commons alberga una categoría multimedia sobre Tsubouchi Shōyō.

- Datos: Q706196
- Multimedia: Tsubouchi Shōyō / Q706196